# زندگی خوب است
«زندگی خوب است» (به انگلیسی: Life is Good) آهنگی از خواننده رپ آمریکایی فیوچر و دریک است. این آلبوم در ۱۰ ژانویه سال ۲۰۲۰ منتشر شد و بعداً تایید شد که سومین تک از آلبوم استودیویی هشتم High Off Life است.
این آهنگ در شماره دو در بیلبورد داغ ۱۰۰ آمریکا حضور یافت و اولین آهنگی شد که هشت هفته اول را در آن موقعیت پشت سر " جعبه " ساخته ردی ریچ گذراند. این بالاترین آهنگ در جدول فیوچر است. این قطعه تا ۱۲ اوت ۲۰۲۰ در ایالات متحده ۶ میلیون واحد فروخته‌است.
موزیک ویدیوی این ترانه در ٢۵ آوریل ۲۰۲١ به بیش از ۱/۹ میلیارد بازدید در یوتیوب رسید.

## گروه
- فیوچر - خواننده اصلی، ترانه‌سرایی
- دریک - خواننده برجسته، ترانه‌سرا
- داریوس هیل - تهیه، ترانه‌سرایی
- OZ - تولید، ترانه‌سرایی
- Ambezza - تولید مشترک، ترانه‌سرایی
- کالین لئونارد - مهندس ارشد
- دا بیبی - خواننده برجسته، ترانه‌سرا (ریمکس)
- لیل بیبی - خواننده برجسته، ترانه‌سرا (ریمکس)
- مودل واتکینز - ترانه‌سرایی (ریمکس)